# 홍창우
홍창우 ( 본명 홍창우, 1987년 2월 10일 ~ )은 대한민국의 가수이다. 창우&가람그룹명으로 데뷔하였다.

## 학력
- 중앙대학교 신문방송대학원 졸업, 언론학석사

## 음반
- '창우 ＆ 가람 [The First Chapter]' (Digital double Single. 2014년)
- '그런사이' (Digital double Single. 2014년)
- 'Sweet' (Digital double Single. 2014년)
- '시간이 지나도' (Digital Single. 2014년)
- 'Spotlight' (Digital double Single. 2015년)
- '861013' (Digital double Single. 2015년)
- '못해' (Digital Single. 2015년)
- 'Closer' (Digital Single. 2015년)
- 'Dreaming' (Digital double Single. 2015년)
- 'Start' (정규1집, 2015년)
- 'Dark Horse' (EP, 2016년)
- 'My Way' (EP, 2016년)
- '夢' (EP, 2016년)
- 'farewell' (Digital Single. 2016년)
- 'Short Story' (EP, 2016년)
- 'Hurricane' (EP, 2017년)
- 'Take My Hand' (EP, 2017년)
- 'EGOTISM' (EP, 2018년)
- 'THE SENTIMENTAL CHAIN' (EP, 2018년)
- 'OBSERVATION' (EP, 2018년)
- 'My Angel' ( Digital double single. 2020년)
- '홍창우 Project First Story' (Digital Single. 2020년) 홍창우-첫사랑(Feat. 준, 동훈, 찬 of A.C.E)
- '홍창우 Project Second Story' (Digital Single. 2020년) 홍창우-특별할 줄 알았던 우리(Feat. 이창민)
- '홍창우 Project Thrid Story' (Digital Single. 2020년) 홍창우-한사람(Feat. 2BIC)
- '홍창우 Project Fourth Story' (Digital Single. 2020년) 홍창우-돌아오지마(Feat. 동주), 홍창우-돌아오지마(Feat. 박대원, 박지훈)
- '홍창우 Project Fifth Story' (Digital Single. 2020년) 홍창우-그대에게(Feat. 김현성)
- '홍창우 Project Sixth Story' (Digital Single. 2020년) 홍창우-첫눈(Feat. 신지후 of POSTMAN)
- '홍창우 Project Seventh Story' (Digital Single 2021년) 홍창우- 그때가 좋았다 (Feat. Sondia)
- '홍창우 The Day We Say Goodbye' (Digital Single. 2022년) 홍창우- 떠나가는 날

## 공연
- 2019년 10월 5일 예결밴드X홍창우( 홍대 롤링홀)

## 저서
- 에세이[Essay]《Dreaming》: 네이버. “네이버 책소개:”.[깨진 링크(과거 내용 찾기)]
- 에세이[Essay]《窓>:

## 수상
- 2017년 국제 K-스타 어워즈 힙합가수 부문 신인상
- 2018년 제26회 대한민국문화연예대상 신인가수상